# Elements, Pt. 1
Elements, Pt. 1 – dziewiąty pełnowymiarowy studyjny album fińskiego zespołu Stratovarius. Muzyka zawarta na nim jest cięższa od poprzedniego wydawnictwa grupy – Infinite, zawiera bardzo dużo orkiestracji i podniosłych fragmentów. Na płycie znajduje się najdłuższy w historii zespołu utwór, trwający 12 minut "Elements". "Fantasia" zaś luźno odnosi się do  filmu Niekończąca się opowieść.

## Lista utworów
1. „Eagleheart” – 3:50
2. „Soul of Vagabond” – 7:22
3. „Find Your Own Voice” – 5:10
4. „Fantasia” – 9:56
5. „Learning to Fly” – 6:19
6. „Papillon” – 7:01
7. „Stratofortress” – 3:26
8. „Elements” – 12:01
9. „A Drop in the Ocean” – 6:49

## Twórcy

### Główni muzycy
- Timo Kotipelto – śpiew
- Jörg Michael – perkusja
- Jens Johansson – instrumenty klawiszowe
- Jari Kainulainen – gitara basowa
- Timo Tolkki – gitara

### Muzycy dodatkowi
- Riku Niemi - dyrygowanie chórem i orkiestrą symfoniczną[1]
- Jonas Ranas Rannila - głos chłopca w "Papillon"
- Veijo Laine - akordeon w "Fantasia"

## Informacje o albumie
- nagrany: kwiecień - wrzesień 2002, Finnvox Studios
- produkcja: Timo Tolkki dla Goldenworks Ltd.
- inżynieria: Mikko Karmila i Timo Tolkki
- miksy: Mikko Karmila
- mastering: Mika Jussila w Finnvox Studios
- aranżacja i produkcja orkiestry: Laine and Niemi Joensuu City
- inżynieria orkiestry: Petri Pvykkonen w Carelia Hall Joensuu
- inżynieria chóru: Juha Heininen w HIP Studios
- okładka: Derek Riggs
- fotografie: Marc Villalonga